# Indricotheriinae
Az Indricotheriinae vagy Paraceratheriinae az emlősök (Mammalia) osztályának páratlanujjú patások (Perissodactyla) rendjébe, ezen belül a fosszilis Hyracodontidae családjába tartozó alcsalád.

## Tudnivalók
Az Indricotheriinae-fajok hosszú lábú, hosszú nyakú, szarvatlan orrszarvúszerű lények voltak, amelyek az eocén korban jelentek meg és a kora miocénben haltak ki. Az első képviselőjük a Hyracodon volt, amely középméretű, gyors mozgású, könnyed testfelépítésű, orrszarvúra emlékeztető állat volt. A késő eocénben és az oligocén elején, az állatok hatalmas lényekké fejlődtek. Először a mai Kazahsztán, Pakisztán és Délnyugat-Kína esőerdeiben éltek, később meghódították Közép-Ázsiát is.
Az alcsalád tagjainak fénykora az oligocénben és a kora miocénben volt, ekkor éltek a legnagyobb fajok, közülük a legnagyobb a Paraceratherium volt. Ez az állat elérte egy középméretű sauropoda méretét is.
Amikor ezek az állatok éltek, Közép-Ázsia dús növényzetű hely volt, de amikor az Indiai szubkontinens nekiütközött Ázsiának és emelkedni kezdett a Himalája, az Indricotheriinae-fajok élőhelye sivatagosodni kezdett. Az új élőhelyen, ezek a hatalmas emlősök nem kaptak többé elegendő táplálékot, emiatt egyesek kihaltak, míg mások tovább költöztek, de egyikük sem élte túl a miocén elejét.
Az elvándorolt fajok Mongólia és Oroszország területein telepedtek le.

## Rendszerezés
Az alcsaládba az alábbi nemek tartoztak:
- ?Benaratherium
- Dzungariotherium
- Forstercooperia
- Juxia
- Pappaceras
- Paraceratherium
- Urtinotherium

### Fordítás
- Ez a szócikk részben vagy egészben  az   Indricotheriinae című angol Wikipédia-szócikk fordításán alapul.  Az eredeti cikk szerkesztőit annak laptörténete sorolja fel. Ez a jelzés csupán a megfogalmazás eredetét és a szerzői jogokat jelzi, nem szolgál a cikkben szereplő információk forrásmegjelöléseként.